# Koralniki
Koralniki, kurobrody (Callaeidae) – rodzina małych ptaków z podrzędu śpiewających (Oscines) w obrębie rzędu wróblowych (Passeriformes), obejmująca pięć gatunków.

## Zasięg występowania
Rodzina obejmuje gatunki występujące wyłącznie w Nowej Zelandii.

## Podział systematyczny
Ptaki te były jednymi z pierwszych wróblowych, które przybyły na Nową Zelandię. Ich jedynym bliskim krewnym jest miodnik (Notiomystis cincta) zaliczany do monotypowej rodziny miodników (Notiomystidae). Do rodziny koralników zaliczane są następujące rodzaje:
- Callaeas J.R. Forster, 1788
- Philesturnus I. Geoffroy Saint-Hilaire, 1832
- Heteralocha Cabanis, 1851 – jedynym przedstawicielem był wymarły Heteralocha acutirostris (Gould, 1837) – kurobród różnodzioby